# Luismi Redondo
Luis Miguel Redondo Fernández (Plasencia, Cáceres, España, 4 de febrero de 1998), conocido como Luismi Redondo, es un futbolista español. Juega de centrocampista y su actual equipo es el FC Cartagena, de la Primera Federación, tercera categoría del fútbol español.

## Trayectoria
Comenzó su carrera deportiva en las categorías inferiores de la UP Plasencia. En julio de 2015, firma por el Valencia CF para incorporarse al juvenil "A" en el que permanece dos temporadas.
En 2017, firma por el Real Club Deportivo de La Coruña Fabril, donde realizó su debut en la Segunda División B de España. 
En la temporada 2019-20, el placentino firmó por el Club Deportivo Ciudad de Lucena del Grupo X de la Tercera División de España, con el que disputó la promoción de ascenso a la Segunda División B de España.
El 29 de septiembre de 2020, firma por el Córdoba CF B de la Tercera División de España, pero durante la misma temporada alternaría participaciones con el primer equipo de la Segunda División B de España, donde anotó 9 goles en la temporada del ascenso cordobesista a Primera RFEF.
En su segunda temporada en el conjunto cordobés, disputa 36 partidos (incluidos 4 partidos de Copa Federación y uno de Copa del Rey), en los que anotaría 9 goles y lograría el título de la Copa Federación.
El 21 de junio de 2022, firma por la Agrupación Deportiva Ceuta Fútbol Club en Primera RFEF, participando en un total de 29 encuentros en los que marcó un gol.
El 10 de julio de 2023, firma por el Antequera CF, de la Primera División RFEF, en el que anota 13 goles en 37 encuentros de liga y un encuentro de Copa del Rey disputado.
El 13 de agosto de 2024, firma por el FC Andorra de la Primera Federación, tras el pago de la cláusula del jugador extremeño por parte del equipo andorrano.
El 22 de julio de 2025, firma por el FC Cartagena de la Primera Federación.

## Clubes
| Club                                    | País   | Año         | Partidos | Goles |
| --------------------------------------- | ------ | ----------- | -------- | ----- |
| Real Club Deportivo de La Coruña Fabril | España | 2017 - 2019 | 10       | 0     |
| UP Plasencia                            | España | 2019        | 16       | 5     |
| Club Deportivo Ciudad de Lucena         | España | 2019-2020   | 28       | 5     |
| Córdoba CF B                            | España | 2020-2021   | 10       | 7     |
| Córdoba CF                              | España | 2020-2022   | 49       | 10    |
| Agrupación Deportiva Ceuta Fútbol Club  | España | 2022-2023   | 29       | 1     |
| Antequera CF                            | España | 2023-2024   | 38       | 13    |
| FC Andorra                              | España | 2024-2025   | 36       | 1     |
| FC Cartagena                            | España | 2025-Act.   | 0        | 0     |